# Fifty-One Sorrows
Fifty-One Sorrows ist ein Jazzalbum des Mat Maneri Trios mit dem Bassisten Ed Schuller und dem Schlagzeuger Randy Peterson. Die am 14. Dezember 1997 in Cambridge (Massachusetts) entstandenen Aufnahmen erschienen 1999 auf Leo Records.

## Hintergrund
Maneri, Schuller und Peterson arbeiten seit Jahren immer wieder zusammen, so im Joe Maneri Quartet (Coming Down The Mountain, 1939), bei Mat Maneris Trio-Album Fever Bed (Leo, 1996) und dem Album Acceptance (1996) des Mat-Maneri-Quintetts mit Gary Valente und John Dirac. Abgesehen von zwei Versionen von Ornette Colemans „Tone Dialing“ stammen alle Kompositionen zu Fifty-One Sorrows von Mat Maneri, der sie nicht auf Akkordstrukturen basiert, sondern häufig auf ihren Basslinien schreibt, merkte Harvey Pekar an.

## Titelliste

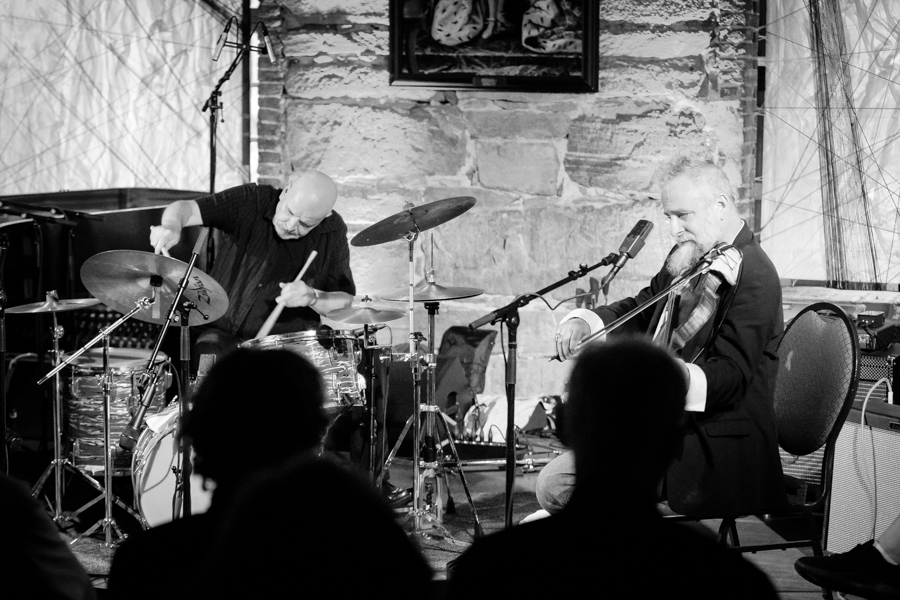
Randy Peterson und Mat Maneri auf dem Kongsberg Jazzfestival 2018

- Mat Maneri Trio – Fifty-One Sorrows (Leo Records CD LR 278)[3]
  1. Blessed – 6:35
  2. Tone Dialing –  6:13
  3. Ph Level –  3:01
  4. Fifty-One Sorrows –  13:41
  5. Power Street –  4:18
  6. Tone Dialing [Alternate Take] – 5:59
  7. Ocd –  8:39
  8. Through In –  4:07

## Rezeption
Steve Loewey verlieh dem Album in Allmusic 4½ (von fünf) Sterne und schrieb: die Geige sei eine Seltenheit im Modern Jazz und vor allem im Bereich der Avantgarde. Mat Maneri habe sich eine wichtige Nische im letzteren Genre geschaffen, und wie er auf dieser Aufnahme zeige, sei er in der Lage, auf höchstem Leistungsniveau zu spielen. Die acht Stücke „sind herausragende Beispiele für freie Improvisation. Ohne auf Überblasen oder Kreischen zurückzugreifen, erkunden sie die Grenzen der Zurückhaltung und greifen auf einzigartig gebrochene Weise ineinander. Maneris raffinierte Technik und sein Muskeltonus sind perfekt für den Kontext“.
Harvey Pekar lobt in seiner Rezension des Albums für JazzTimes das enge Zusammenspiel der Musiker in Fifty-One Sorrows, in dem die Grenze zwischen Solist und Begleiter verschwimmt. Alle drei seien individuell beeindruckend „und das Gleichgewicht, das sie erreichen, ist ebenfalls lobenswert. Sie lassen sich gegenseitig Raum zum Atmen und Peterson, einer der großen Jazz-Schlagzeuger, die in den letzten Jahrzehnten aufgetaucht sind. Peterson zeigt einen hervorragenden Sinn für Form und Komposition und reagiert konsequent anregend und angemessen auf das, was die anderen tun.“ Auf „Ph Level“ spielt Peterson, während Schuller und Maneri ein aufregendes Arco-Duett spielen, und ein herausragendes Beispiel für Schullers Pizzicato-Arbeit findet sich in der Titelmelodie. Schuller spielt sparsam auf der CD und denkt anscheinend eher von Ton zu Ton als von Phrase zu Phrase.
Glenn Astarita meinte in All About Jazz, Fifty-One Sorrows sei in jeder Hinsicht ein lohnendes Hörerlebnis, da dieses durch und durch moderne Improvisationstruppe der neunziger Jahre viele Komplexitäten aufweist, zusammen mit Nuancen und in gewissem Maße ein wenig kleine Tricks unterschwelliger Natur. Bei wiederholtem Hören könne man Abweichungen in der Bewegung feststellen, die einem während des ersten Abspielens möglicherweise entgangen sind. Ein großartiger Effekt, der nur auf die Widerstandsfähigkeit und Intelligenz von drei aufblühenden Meistern zurückzuführen ist.